# Lužická Nisa

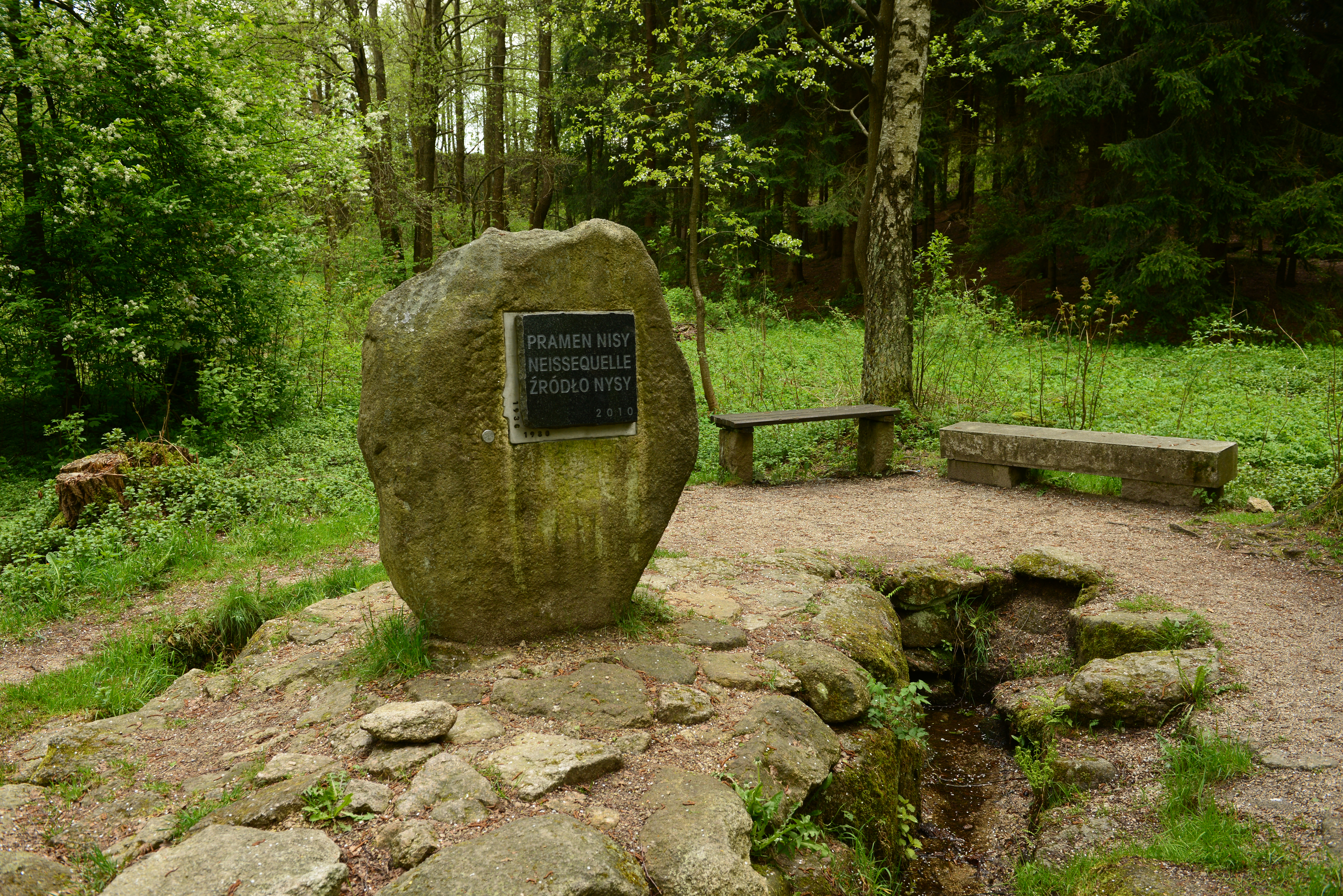
Pramen v Nové Vsi nad Nisou

Lužická Nisa (německy Lausitzer Neiße, polsky Nysa Łużycka, lužickosrbsky Łužiska Nysa) je řeka v Dolnoslezském vojvodství ve střední Evropě, která protéká Českem a tvoří státní hranici mezi Polskem a Německem. Je levým přítokem Odry. Celkem má délku 252 km (z toho 54 km v Česku). Její povodí má plochu 4297 km², z toho 791 km² se nachází v Česku, 842 km² v Německu a většina plochy povodí, 2237 km², se nachází v Polsku. V povodí Lužické Nisy se nacházejí města Liberec, Jablonec nad Nisou, Žitava (Zittau) a Zhořelec (Görlitz).

## Název
Jejím dalším používaným jménem je Lučanská Nisa, názvy Jablonecká a Zhořelecká Nisa se[kdo?] nepovažují za správné.
Původ jména Nisa je dodnes nejasný. Poprvé se tento název ve tvaru „Nizzam“ objevil v listině z roku 1241, kterou král Václav I. vymezil hranice Čech vůči Horní Lužici. Název tak používali již Slované, kteří jej pravděpodobně přejali od Keltů, nelze však vyloučit ani jeho starší původ.
Od slovanského slovního základu niz- ve významu nízká řeka odvozovali původ tohoto jména například František Palacký, žitavský historik Johan Benedikt Carpzov, topograf Jaroslav Schaller a Franz Töpfer. Liberecký badatel Anton Ressel hledal souvislost se staroslovanským kořenem nik- (šikmý, srázný) nebo se jménem německé obce Niesky.

## Průběh toku
Pramení na hranici katastrů obcí Nová Ves nad Nisou a Smržovka na jihu Jizerských hor. Teče po západním okraji hor a pod Zhořelcem po rovině. Blízko Ratzdorfu (DE) se vlévá do Odry.

### Města
- Česko: Lučany nad Nisou, Jablonec nad Nisou, Liberec, Chrastava, Hrádek nad Nisou
- Polsko-německá hranice: Žitava, Bogatynia, Zhořelec (Görlitz/Zgorzelec), Pieńsk, Łęknica, Forst, Guben/Gubin

### Přítoky
- zprava: Bílá Nisa, Harcovský potok, Černá Nisa, Jeřice, Smědá, Václavický potok , Oldřichovský potok, Červená voda, Lubsza
- zleva: Novoveský potok, Vydří potok, Pivovarský potok, Hraniční potok, Mandava

## Vodní režim

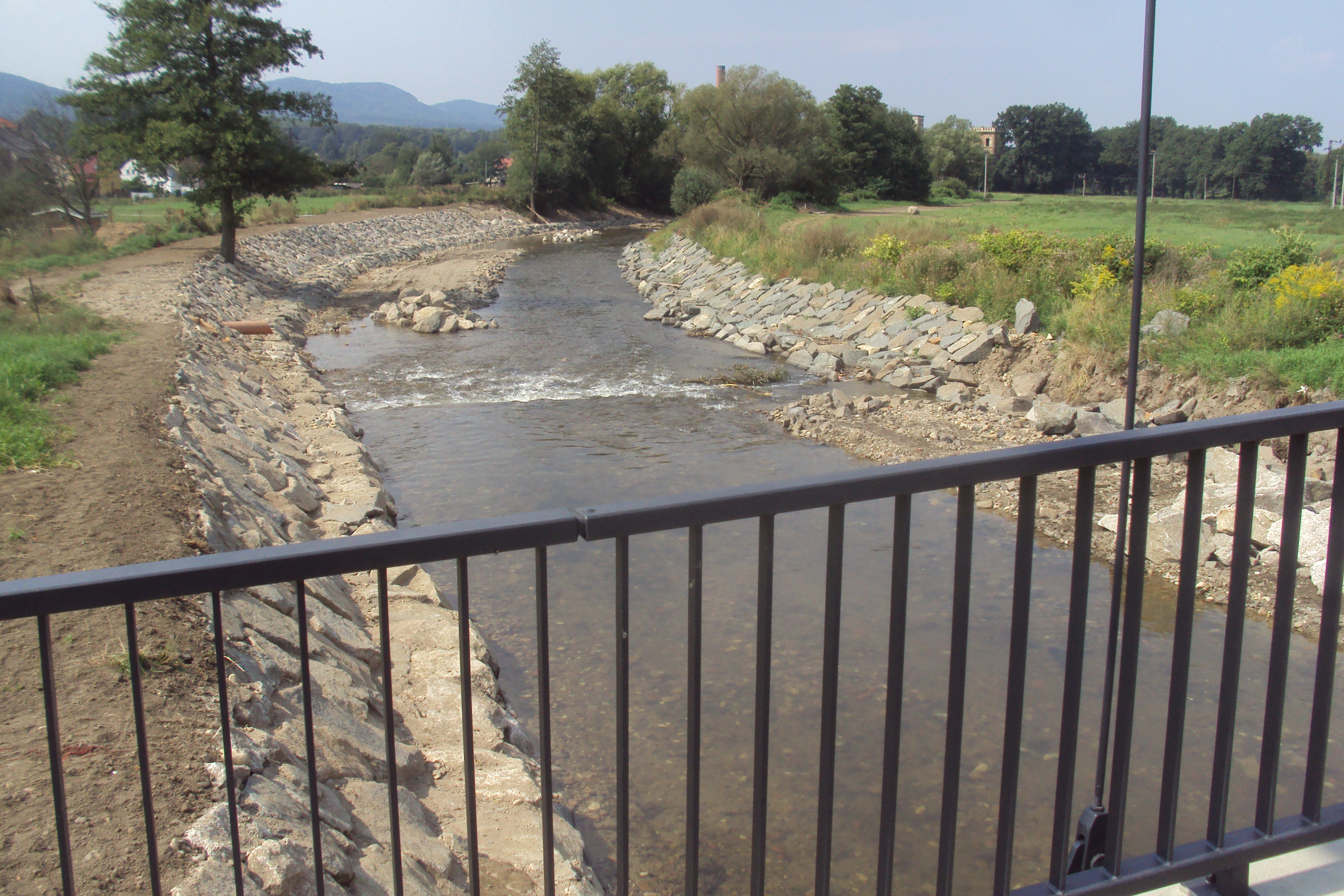
Nisa v Hrádku nad Nisou

Na řece dochází k prudkým povodním. Průměrný průtok činí 30 m³/s.[zdroj⁠?!]
Hlásné profily na území Česka:
| místo                 | říční km | plocha povodí | průměrný průtok (Qa) | stoletá voda (Q100) |
| --------------------- | -------- | ------------- | -------------------- | ------------------- |
| Jablonec nad Nisou    | 46,70    | 23,30 km²     | 0,50 m³/s            | 54,0 m³/s           |
| Proseč nad Nisou      | 40,00    | 53,72 km²     | 1,10 m³/s            | 92,0 m³/s           |
| Liberec               | 33,00    | 121,10 km²    | 2,05 m³/s            | 150,0 m³/s          |
| Bílý Kostel nad Nisou | 12,00    | 299,00 km²    | 4,90 m³/s            | 305,0 m³/s          |
| Chotyně               |          |               |                      |                     |
| Hrádek nad Nisou      | 2,80     | 355,30 km²    | 5,46 m³/s            | 346,0 m³/s          |

## Galerie

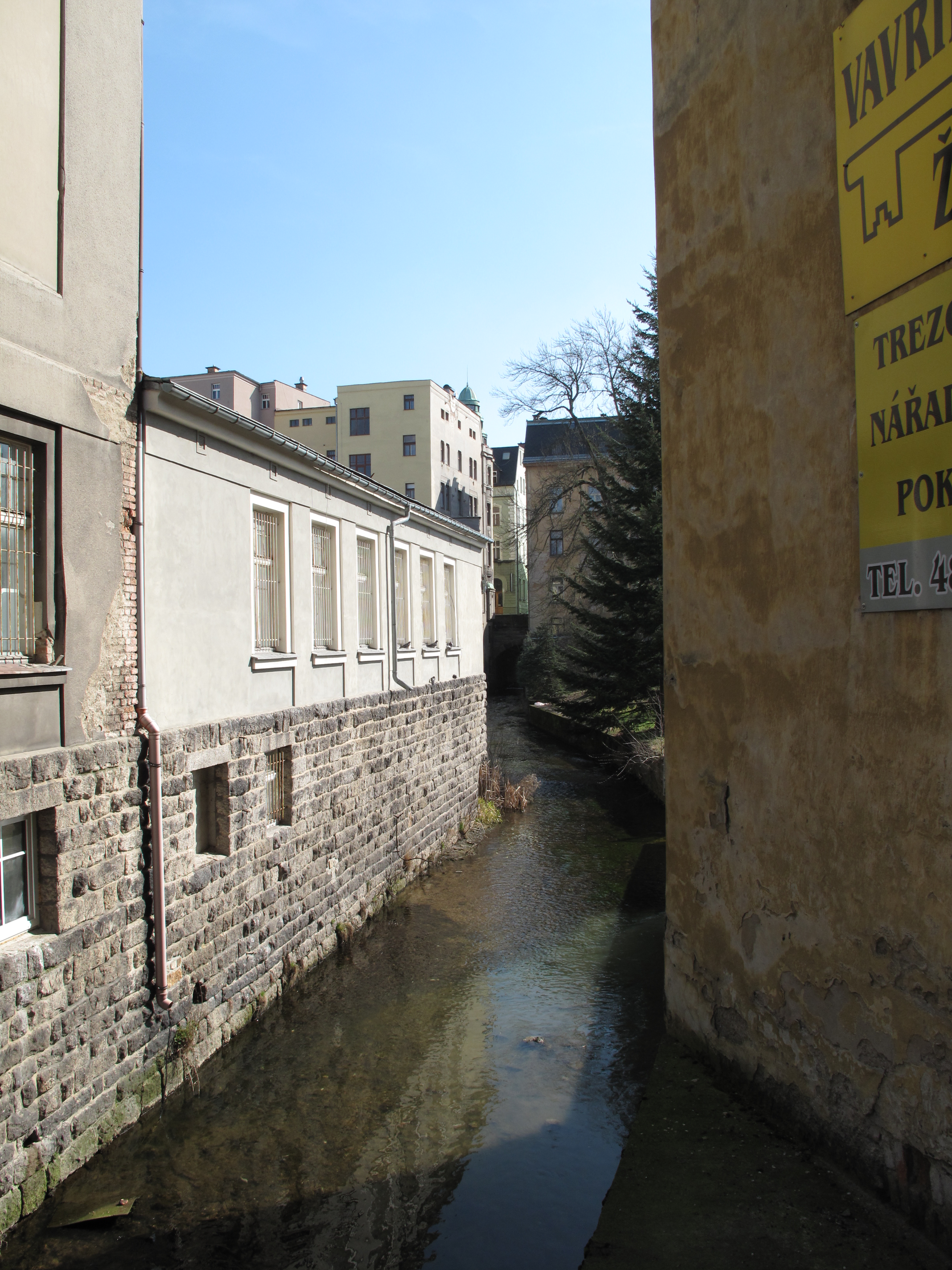
Lužická Nisa v Jablonci
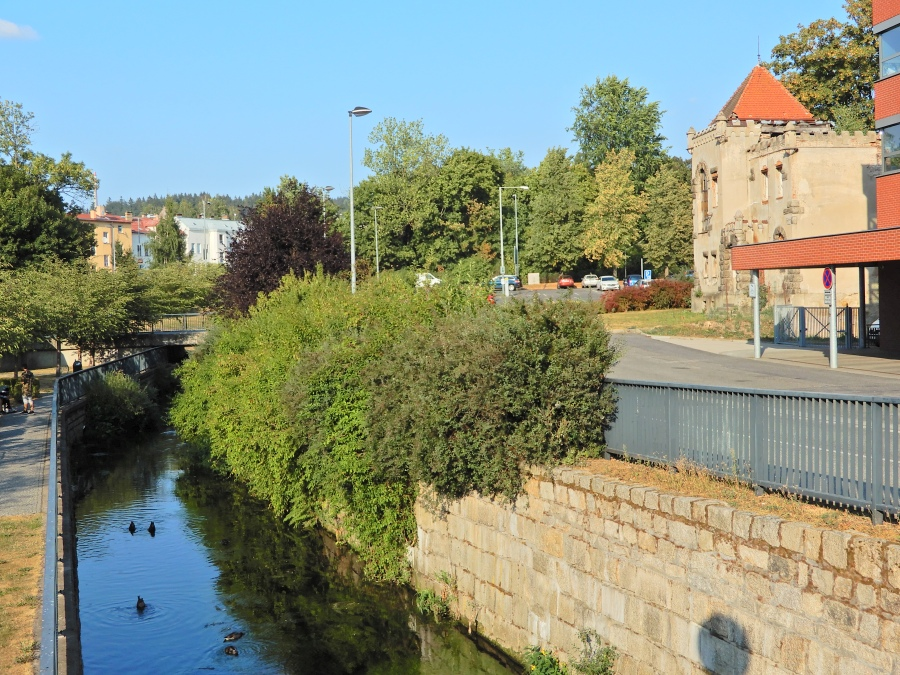
Lužická Nisa v Jablonci, s hradem Schlaraffia
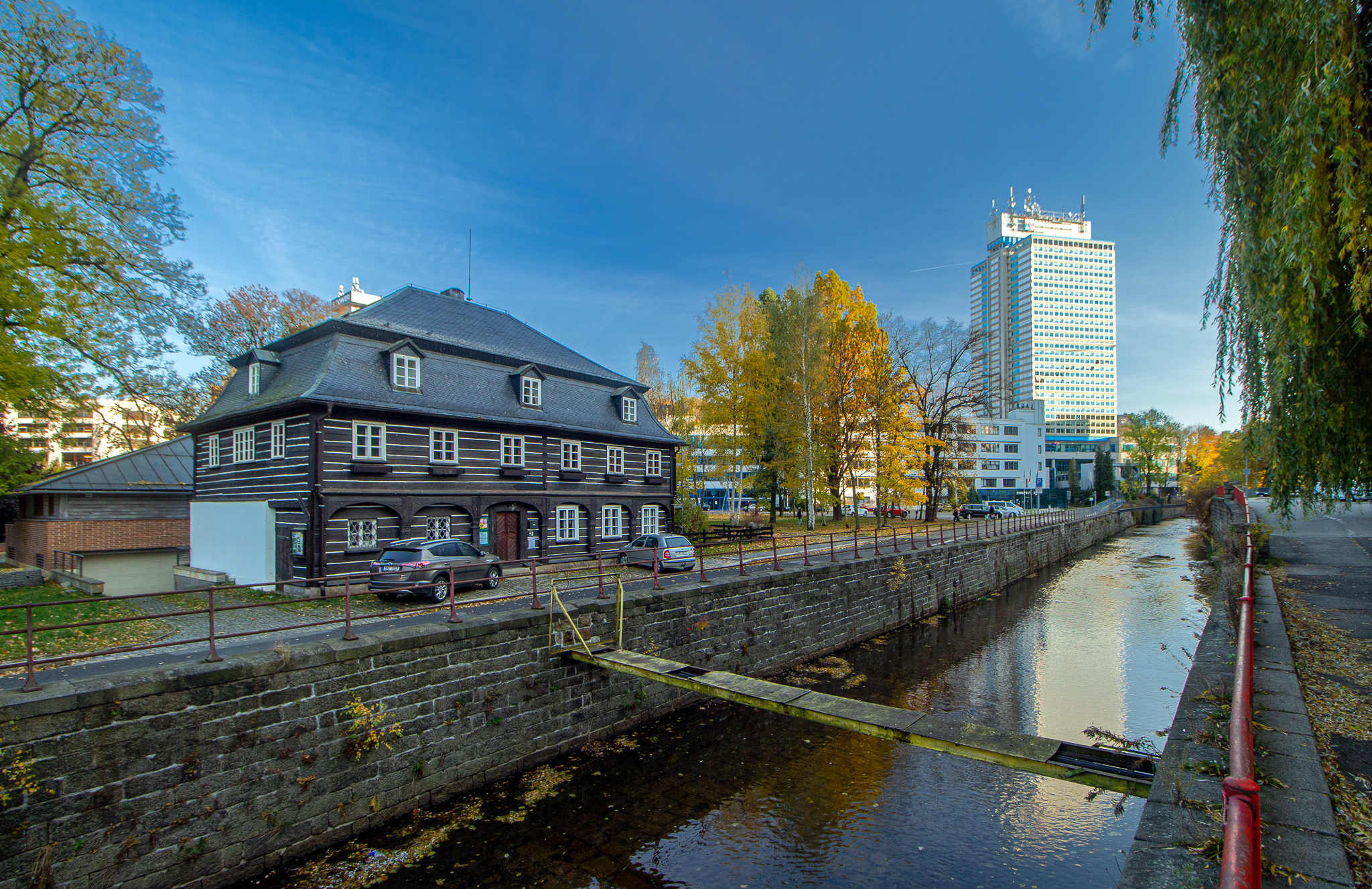
Řeka v centru Liberce, v popředí Šolcův dům, v pravé části snímku budova Krajského úřadu Libereckého kraje
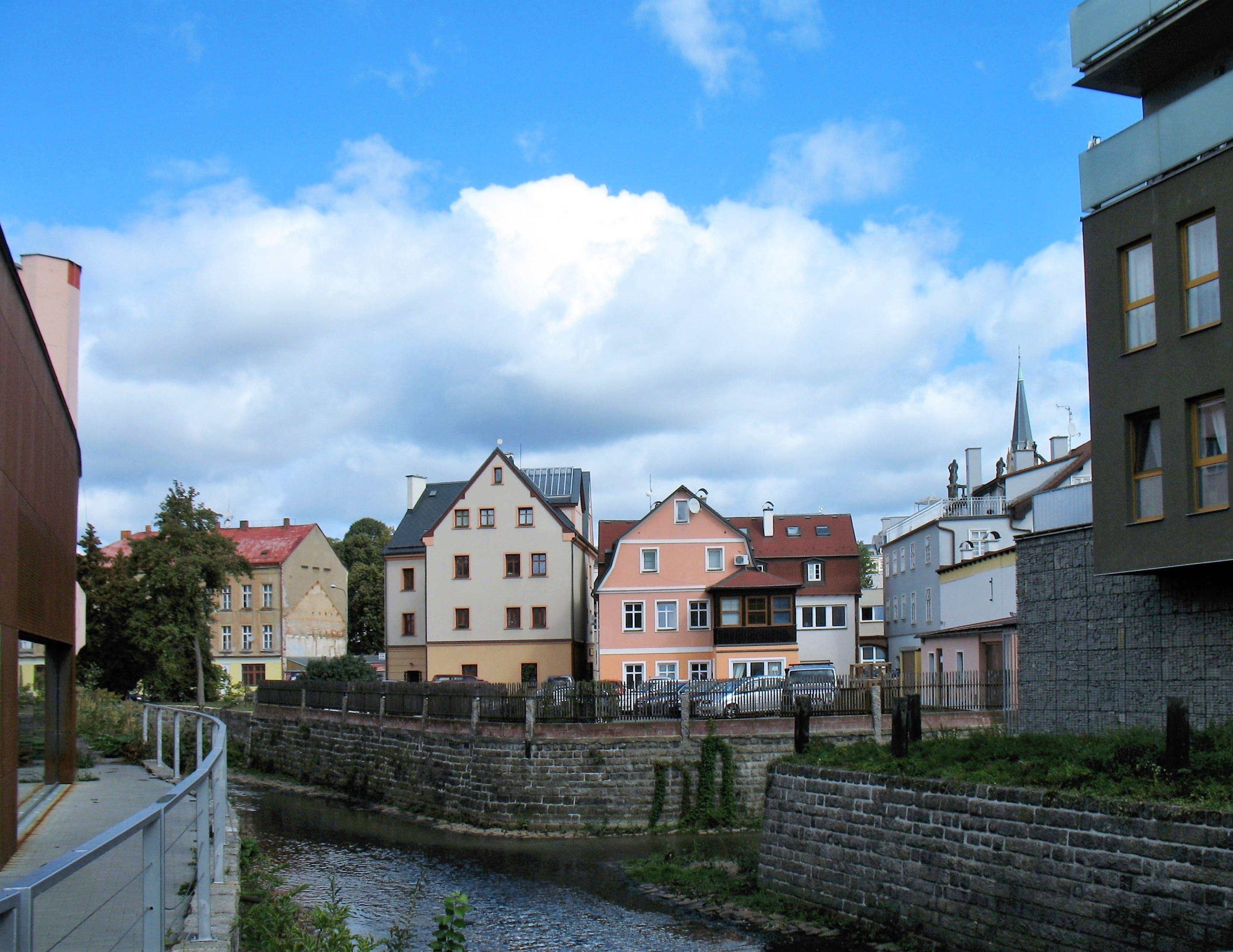
Řeka v centru Liberce
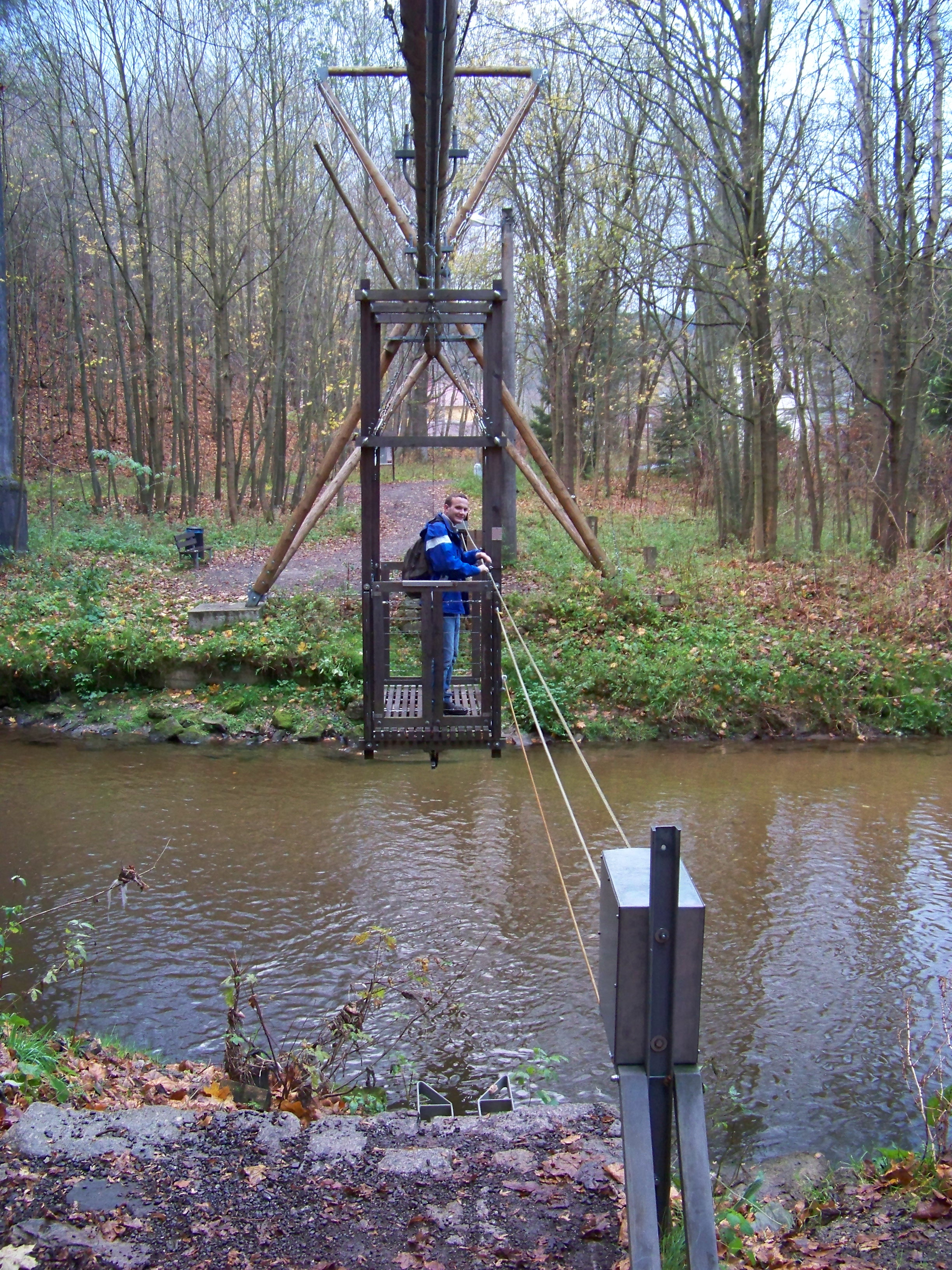
Transbordér pod Hamrštejnem
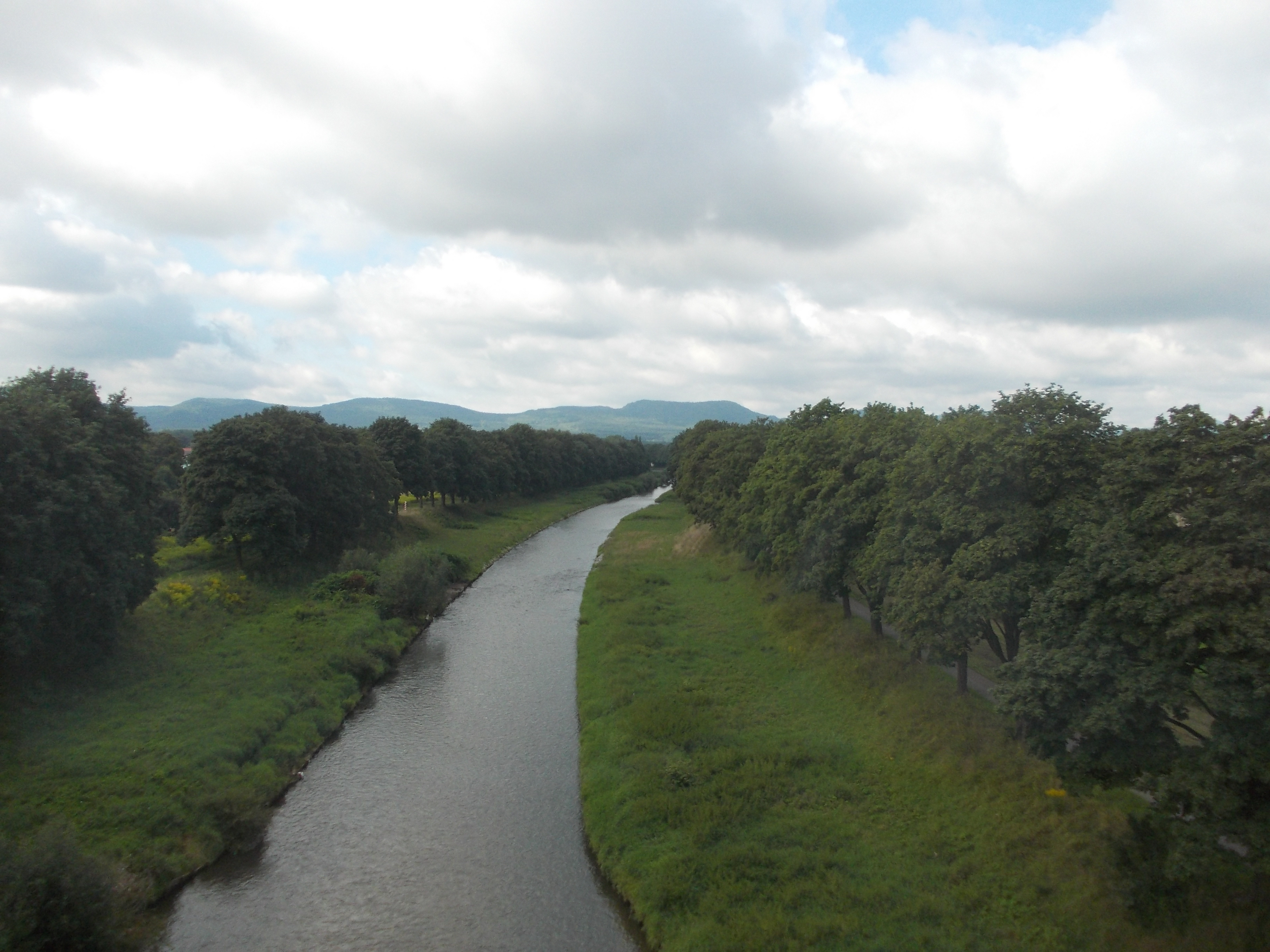
Lužická Nisa v Žitavě
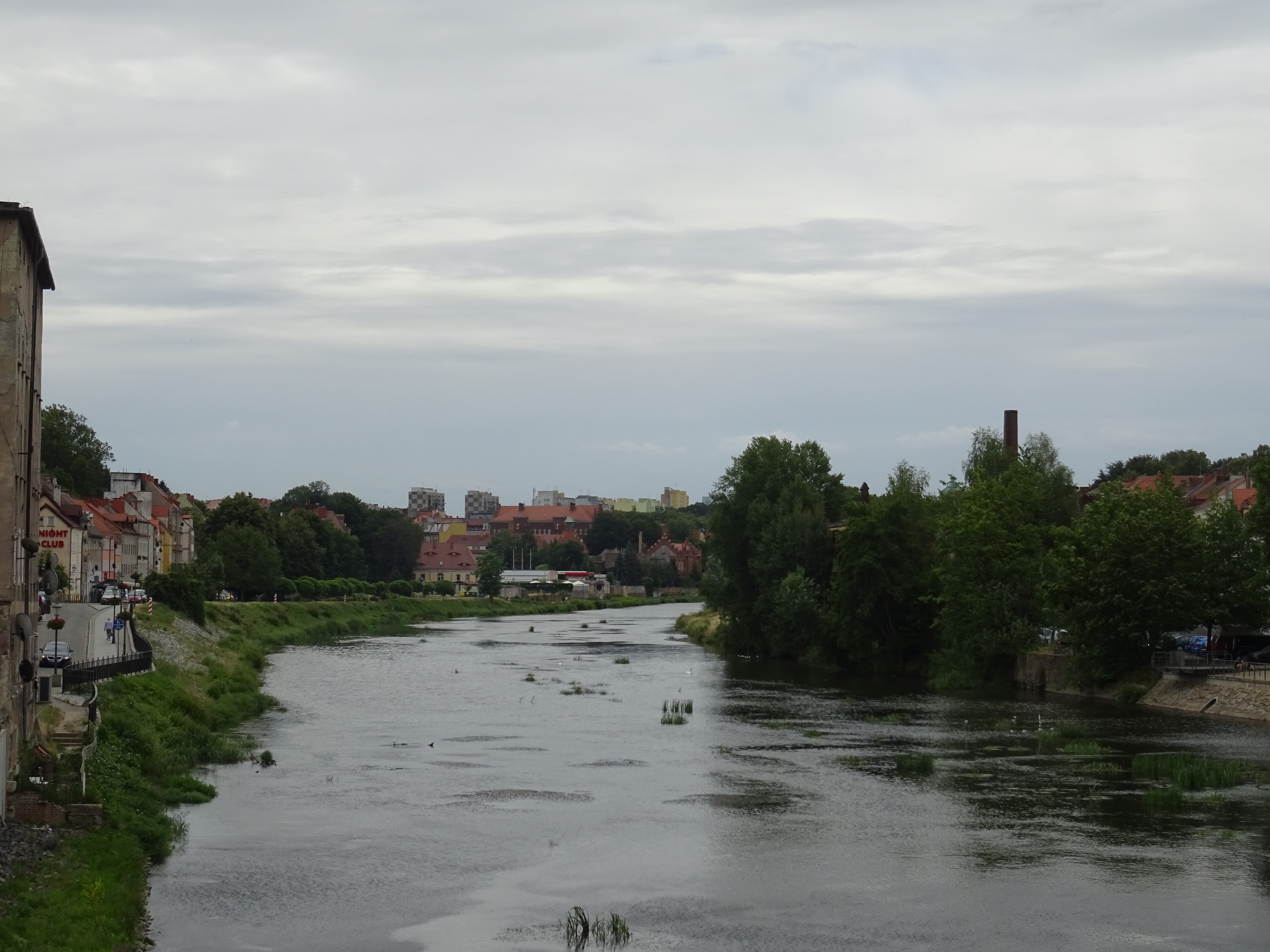
Lužická Nisa ve Zhořelci
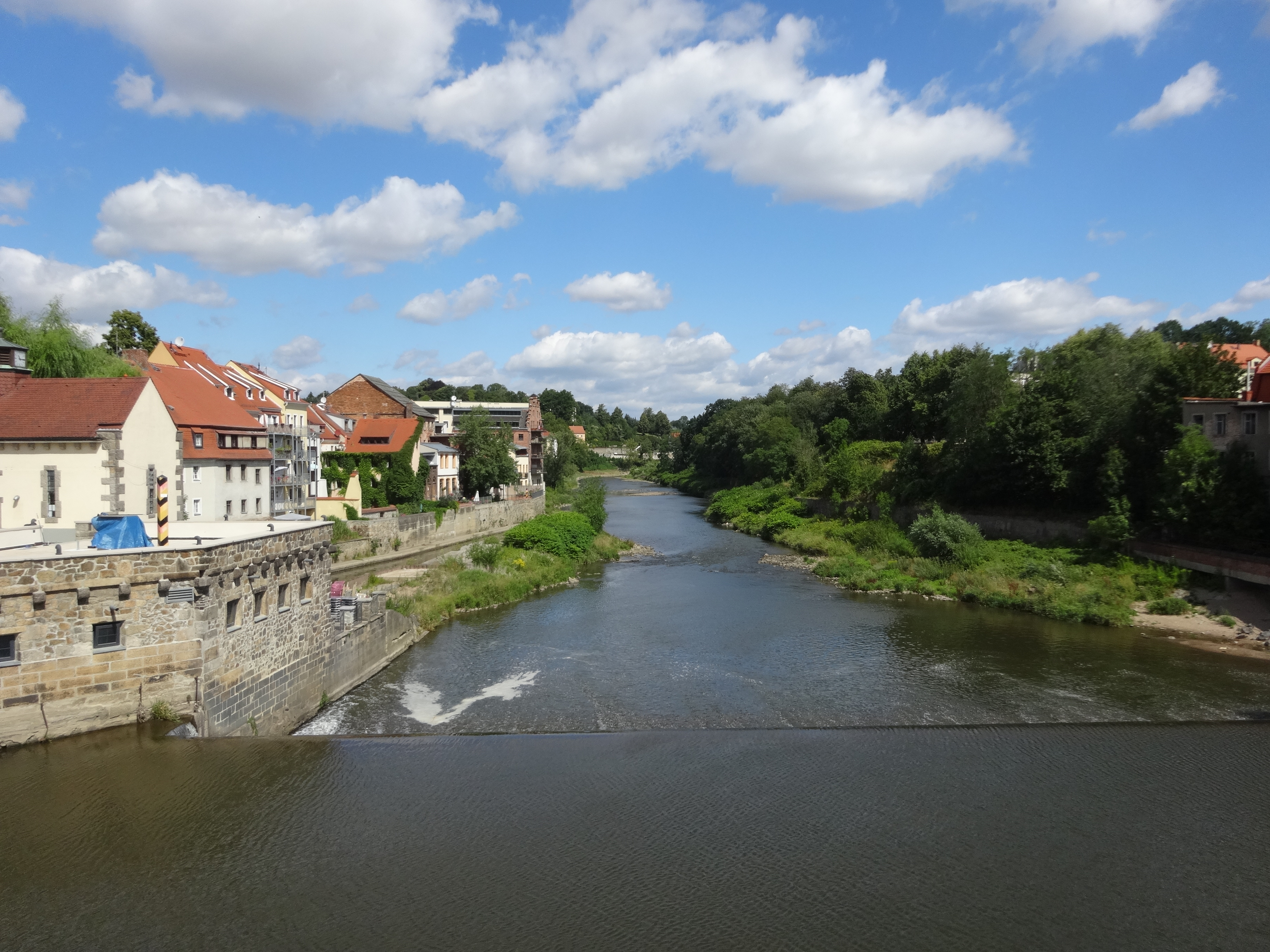
Vodopád na Nise ve Zhořelci
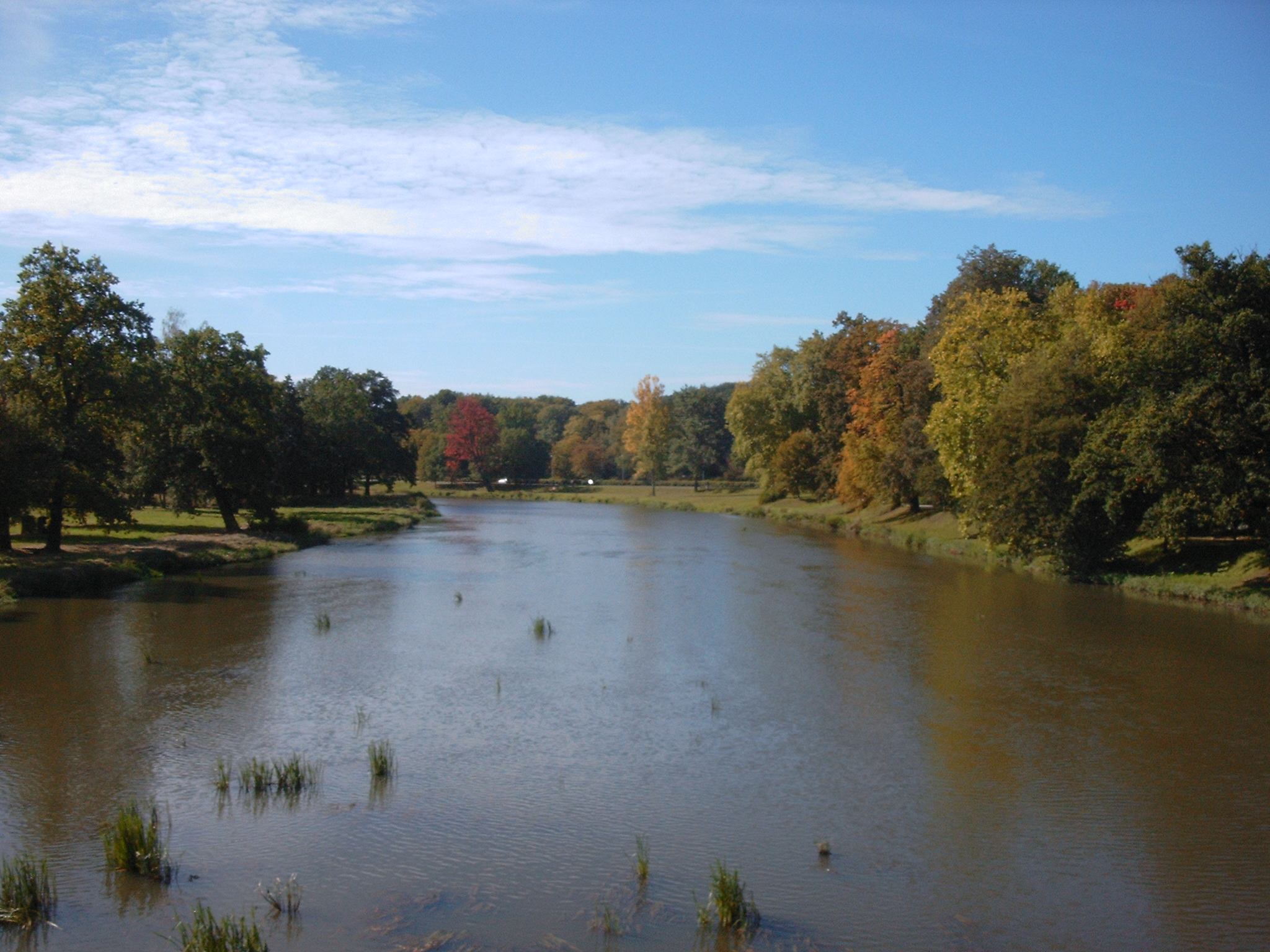
Lužická Nisa v Bad Muskau
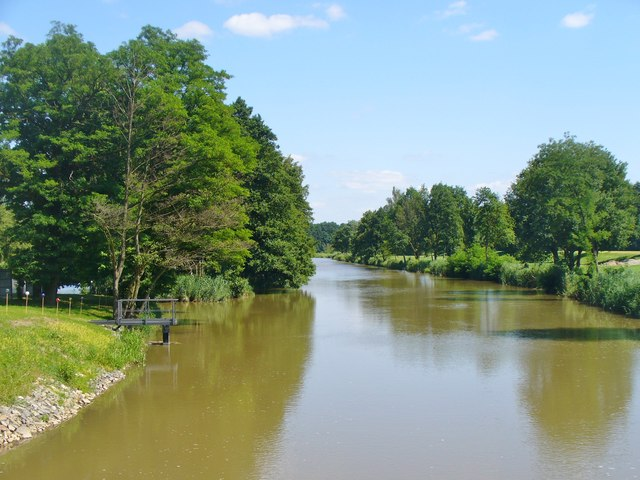
Lužická Nisa ve Forstu